# قينة
القِيان (مفردها:قَيْنة) هي طبقة اجتماعية من النساء، تدربن على الترفيه، وكانت موجودة في العالم الإسلامي قبل الحديث. استخدم المصطلح لكل من المرأة الحرة وغير الحرة، وبعضهن جاء من طبقة النبلاء. ازدهرت القيان تاريخياً في ظل الدولة الأموية والدولة العباسية والأندلس.

## التأثيل
أصل كلمة القِينة عبراني ويعني في الأصل الراثية.